# رستنی‌های ایران: فلور گیاهان آوندی
رستنی‌های ایران، فلور گیاهان آوندی کتابی از محمدصادق مبین است که در سال ۱۳۵۸ منتشر و در مراسم کتاب سال جمهوری اسلامی ایران به‌عنوان کتاب برگزیده معرفی شد.